# 黃竹坑天主教小學
黃竹坑天主教小學（英語：Wong Chuk Hang Catholic Primary School），是昔日港島南區的一所政府資助小學，於1973年創立，2005年因整體重建計劃而停辦。

## 校史
學校由創校以來皆以上下午校模式辦學。
由於房委會宣佈清拆黃竹坑邨，此校曾向天主教香港教區尋求支持，以競投新校舍；然而，由於區內有多間天主教背景小學，加上區內學生不足，教區決定拒絕支持而被迫停辦。學校辦學僅32年，最後一任校長為潘蘊德女士，校監為姚崇傑神父。至於未畢業的學生，均於同年轉至新建成的香港仔聖伯多祿天主教小學繼續就讀。
隨著學校停辦，空置的校舍亦於2009年連同黃竹坑邨一併拆卸。

## 校歌
黃竹坑邨 人傑地英
天主教會 創校牧靈
頌揚聖三 光耀主名
秉懷所學 公益傳馨
主恩圖報 不負平生
遵主聖訓 保我校聲
主恩圖報 不負平生
福音是賴 存我校聲

## 歷任校監
- 史達生神父（Rev. Ernest Stassen，1973－1978）
- 林　甦神父（1978－1984）
- 閻德龍神父（1984－1987）
- 楊道南神父（1987－1997）
- 陳德雄神父（1997－2000）
- 覺法治神父（Fr. Fernando Galbiati，1998－1999）
- 林祖明神父（1999－2000）[3]
- 姚崇傑神父（2000－2005）

## 歷任校長

### 上午校
- 黎希聖先生（1973－1978）
- 馬月霞女士（1978－1999）
- 潘蘊德女士（1999－2005）[3]

### 下午校
- 馬月霞女士（1974－1978）
- 潘蘊德女士（1978－1999）
- 鄭鴻儀女士（1999－2002）[4]
- 潘蘊德女士（2002－2005）

## 著名/傑出校友
演藝界
- 盧巧音：香港歌手（1986年下午校）
- 黃浩然：香港演員（1987年上午校）
- 黃昕瑜：香港配音員

科技及金融界
- 陳彥：1988年香港中學會考九優狀元，曾於美國紐約德意志銀行工作（1983年下午校）
- 陳彤：1990年香港中學會考十優狀元，曾於美國麻省理工學院從事人工智能研究，現已回港發展（1985年下午校）

## 外部連結
- 黃竹坑天主教小學上午校校網（互聯網檔案館）
- 黃竹坑天主教小學下午校校網（互聯網檔案館）
- Y28 Kids - 黃竹坑天主教小學（上午校） （页面存档备份，存于）
- Y28 Kids - 黃竹坑天主教小學（下午校） （页面存档备份，存于）
- 小學概覽2000/01 - 黃竹坑天主教小學（上午）（互聯網檔案館）
- 小學概覽2000/01 - 黃竹坑天主教小學（下午）（互聯網檔案館）
- 小學概覽2001/02 - 黃竹坑天主教小學（上午）（互聯網檔案館）
- 小學概覽2001/02 - 黃竹坑天主教小學（下午）（互聯網檔案館）
- 小學概覽2002/03 - 黃竹坑天主教小學（上午）（互聯網檔案館）
- 小學概覽2002/03 - 黃竹坑天主教小學（下午）（互聯網檔案館）
- 黃竹坑天主教小學Facebook網上校友會